# Rochelle Hudson
Rochelle Hudson (6 maart 1916 - 17 januari 1972) was een Amerikaanse actrice.

## Levensloop en carrière
Hudson werd geboren in 1916 in Oklahoma City. In 1931 werd ze verkozen tot een van de WAMPAS Baby Stars. Hierna kreeg ze veel filmrollen aangeboden. In 1934 speelde ze de dochter van Claudette Colbert in Imitation of Life. In de 1935-versie van Les Misérables speelde ze de rol van Cosette, naast vedetten zoals Fredric March en Charles Laughton. In Curly Top (1935) speelde ze de oudere zus van Shirley Temple. Twintig jaar later speelde ze de moeder van Natalie Wood in Rebel Without a Cause.
Hudson huwde 4 keer. Ze overleed in 1972 op 55-jarige leeftijd.
- Biblioteca Nacional de España: XX4909152
- Bibliothèque nationale de France: cb14599601m (data)
- Gemeinsame Normdatei: 1061547779
- International Standard Name Identifier: 0000 0001 1654 0480
- Library of Congress Control Number: n87896454
- Nationale Bibliotheek van Israël: 987007347578305171
- SNAC: w6rj8tbm
- Système universitaire de documentation: 12298515X
- Trove: 1448482
- Virtual International Authority File: 60612326
- WorldCat: E39PBJmP8DgJQd8f7qD7T9HBfq